# Xã Benezette, Quận Elk, Pennsylvania
Xã Benezette (tiếng Anh: Benezette Township) là một xã thuộc quận Elk, tiểu bang Pennsylvania, Hoa Kỳ. Năm 2010, dân số của xã này là 207 người.